# 贝尔兴隧道
贝尔兴隧道是瑞士的一座穿山隧道，承载瑞士A2高速公路穿过巴塞爾鄉村州和索洛圖恩州边界的貝爾興弗盧山。隧道为双洞四车道，1963年开工，1966年洞通，1970年通车，2022年又新建了第三孔隧道用于服务及救援。